# Gare de Kehra
 (juillet 2023).
Si vous disposez d'ouvrages ou d'articles de référence ou si vous connaissez des sites web de qualité traitant du thème abordé ici, merci de compléter l'article en donnant les références utiles à sa vérifiabilité et en les liant à la section « Notes et références ».
La gare de Kehra est une gare ferroviaire estonienne située à Kehra.

## Histoire
Elle fait partie de la ligne des Chemins de fer de la Baltique construite en 1870.

Le bâtiment principal
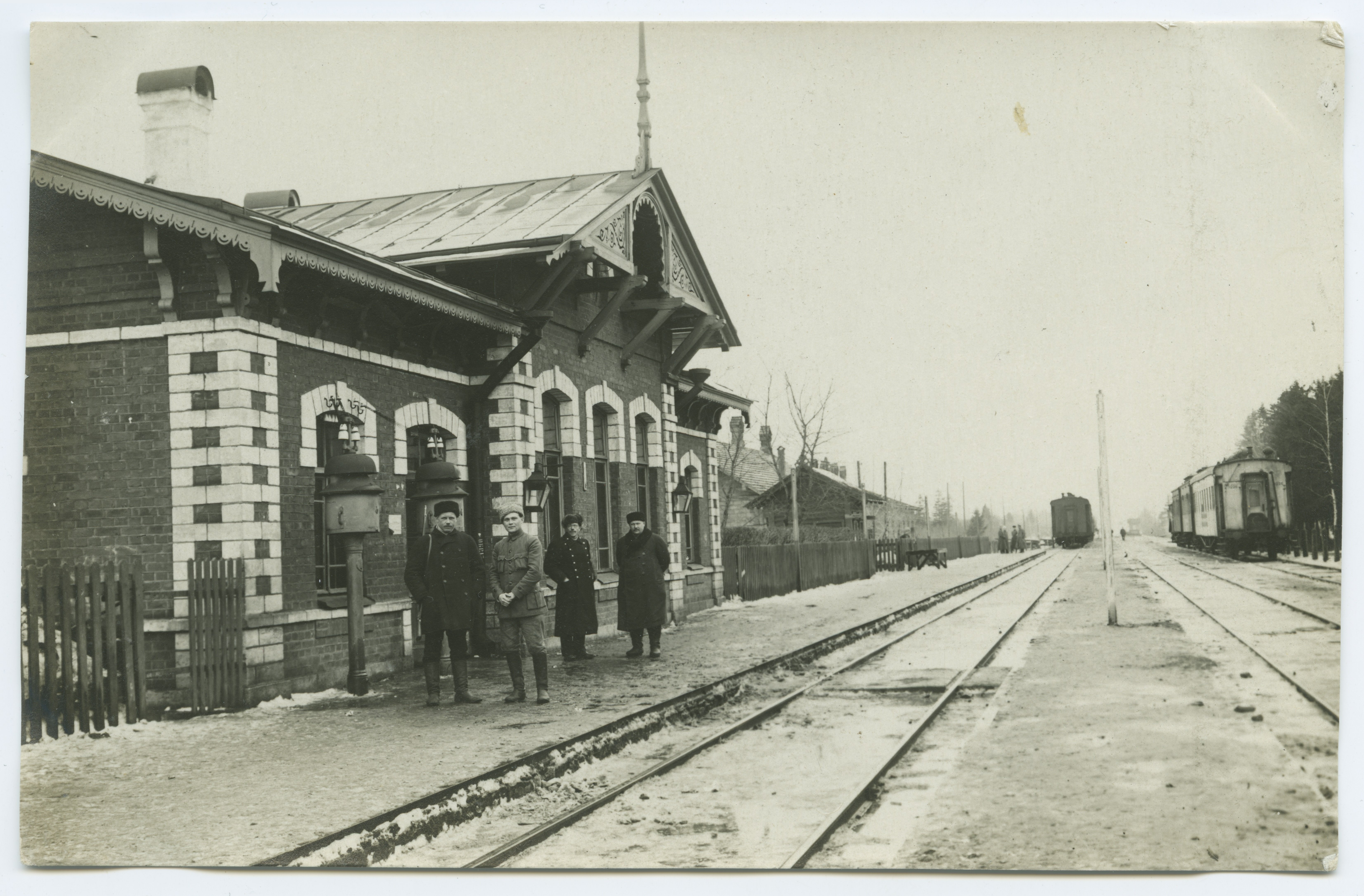
1919.
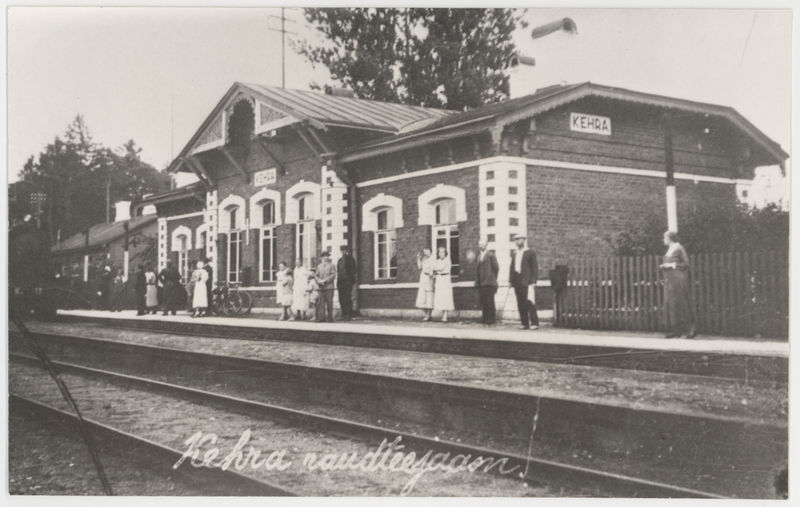
1937.
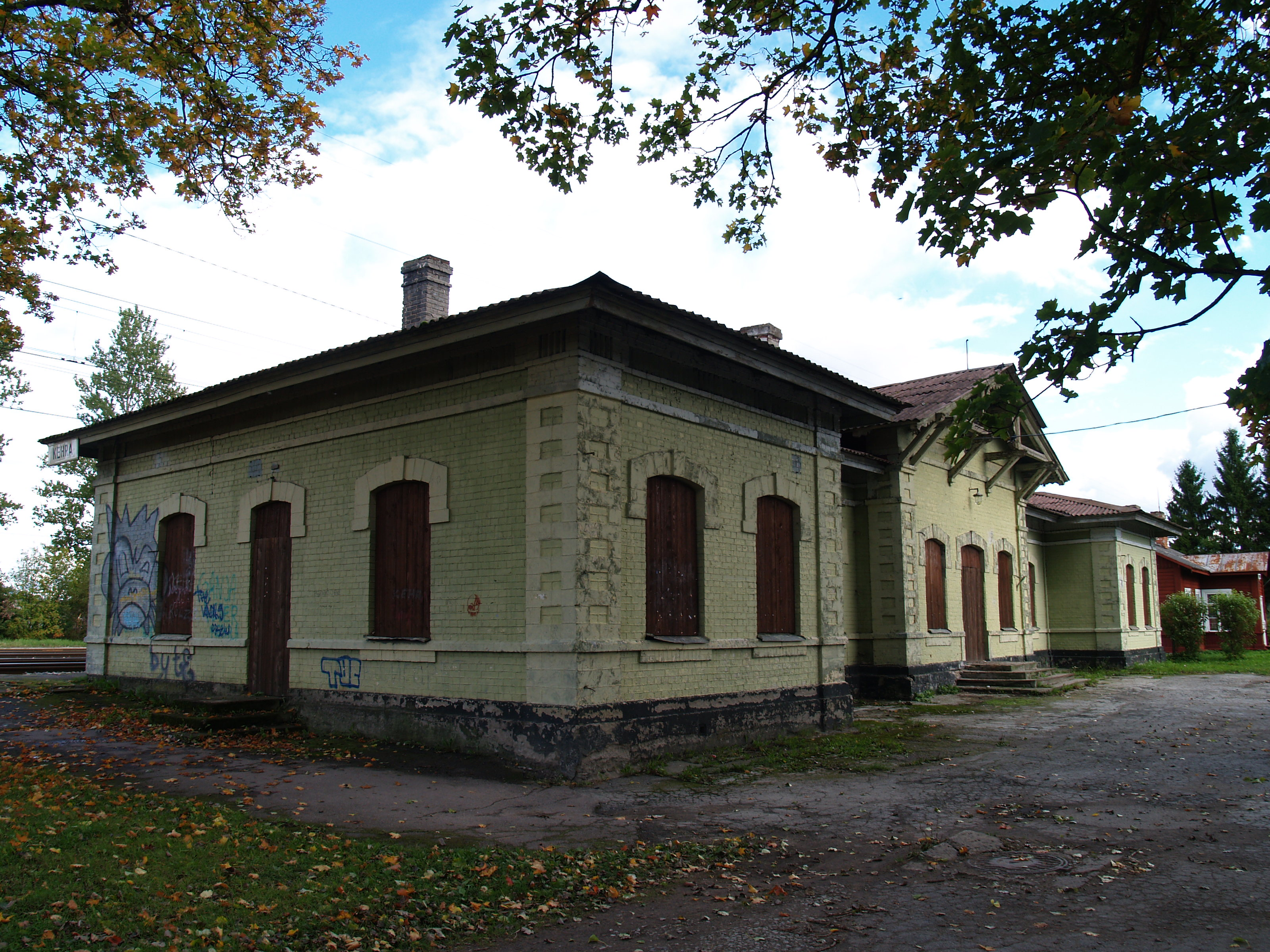
2010.

## Service des voyageurs

### Accueil

Installations
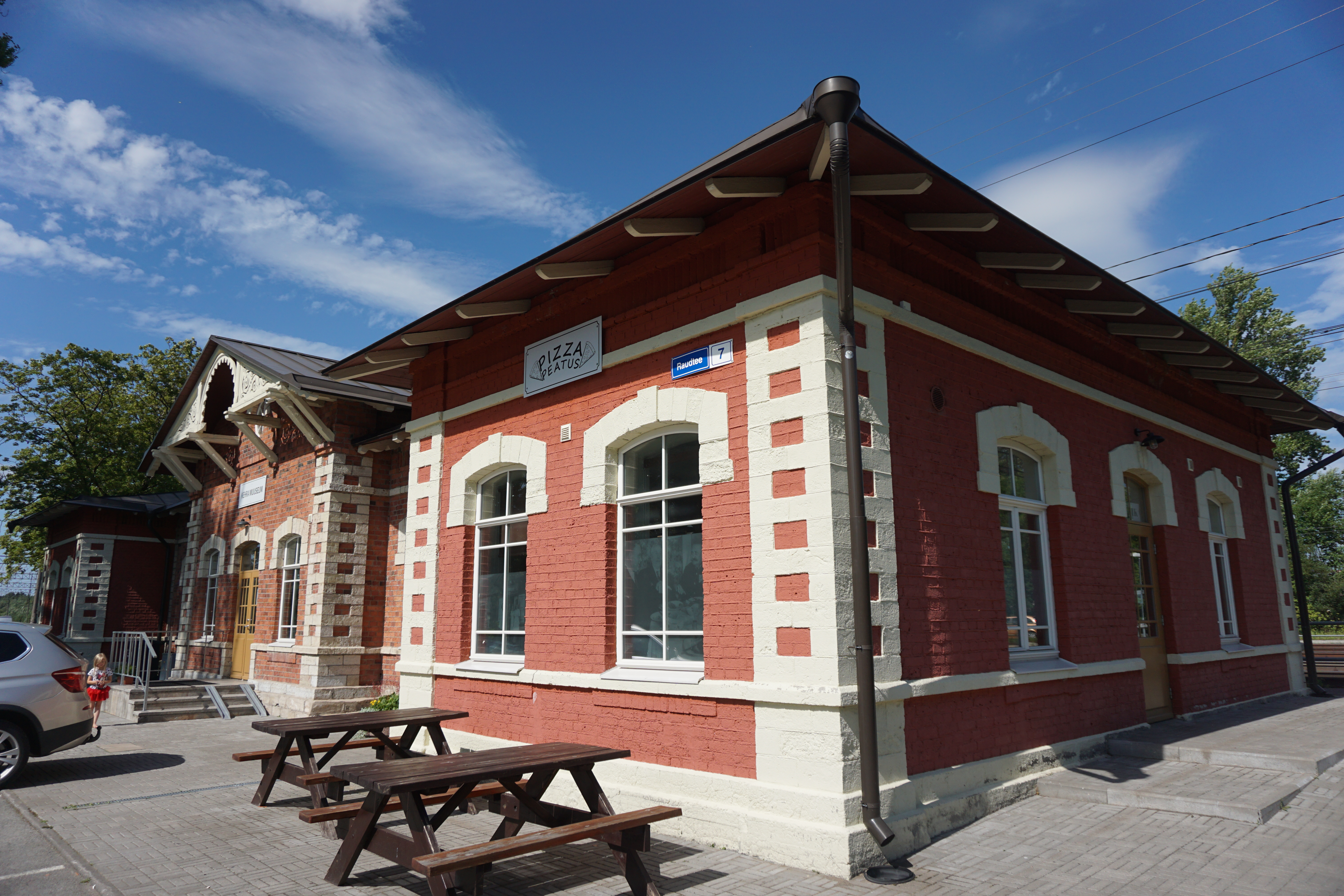
2018.
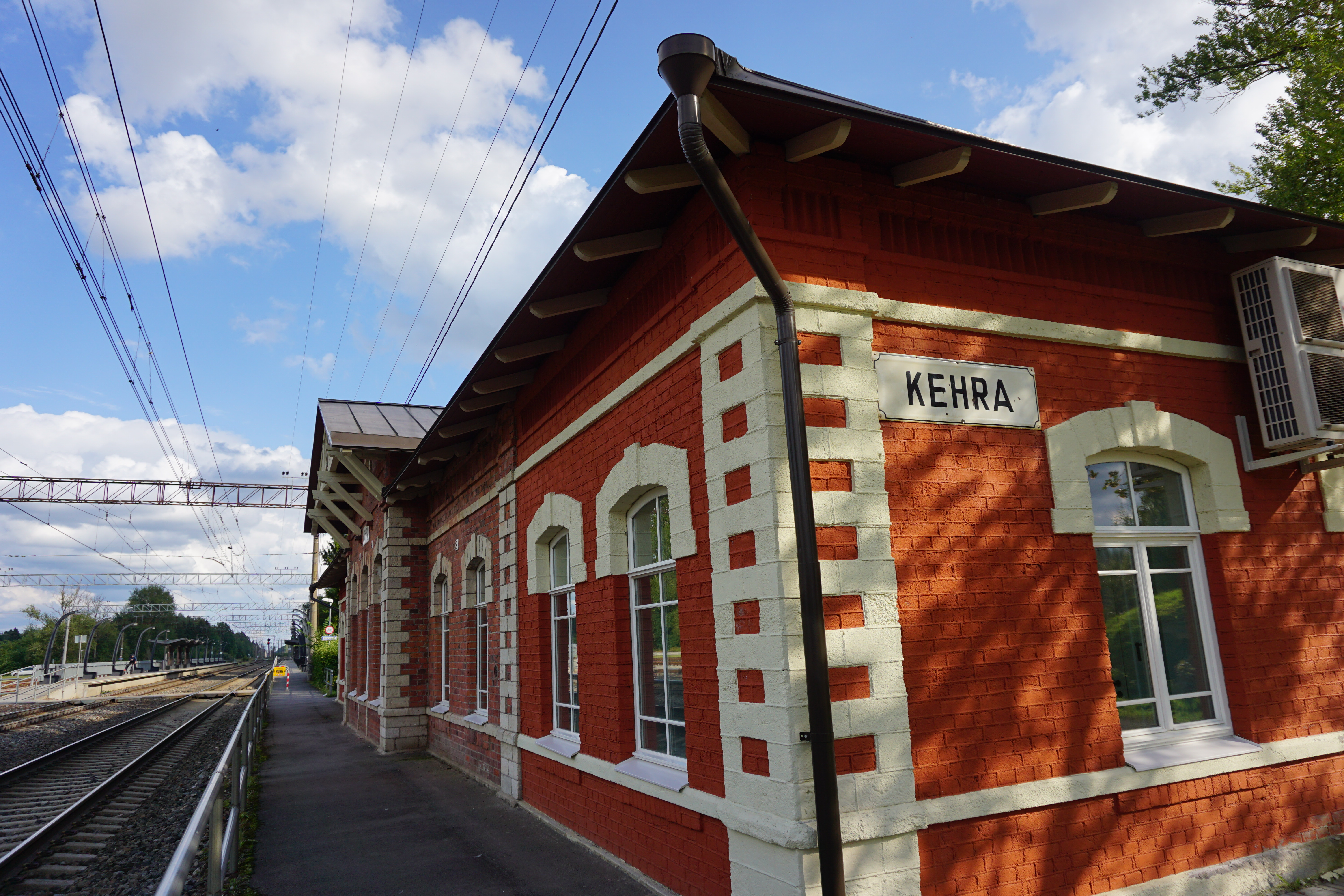
2020.

En 2022.

### Desserte

Installations et desserte
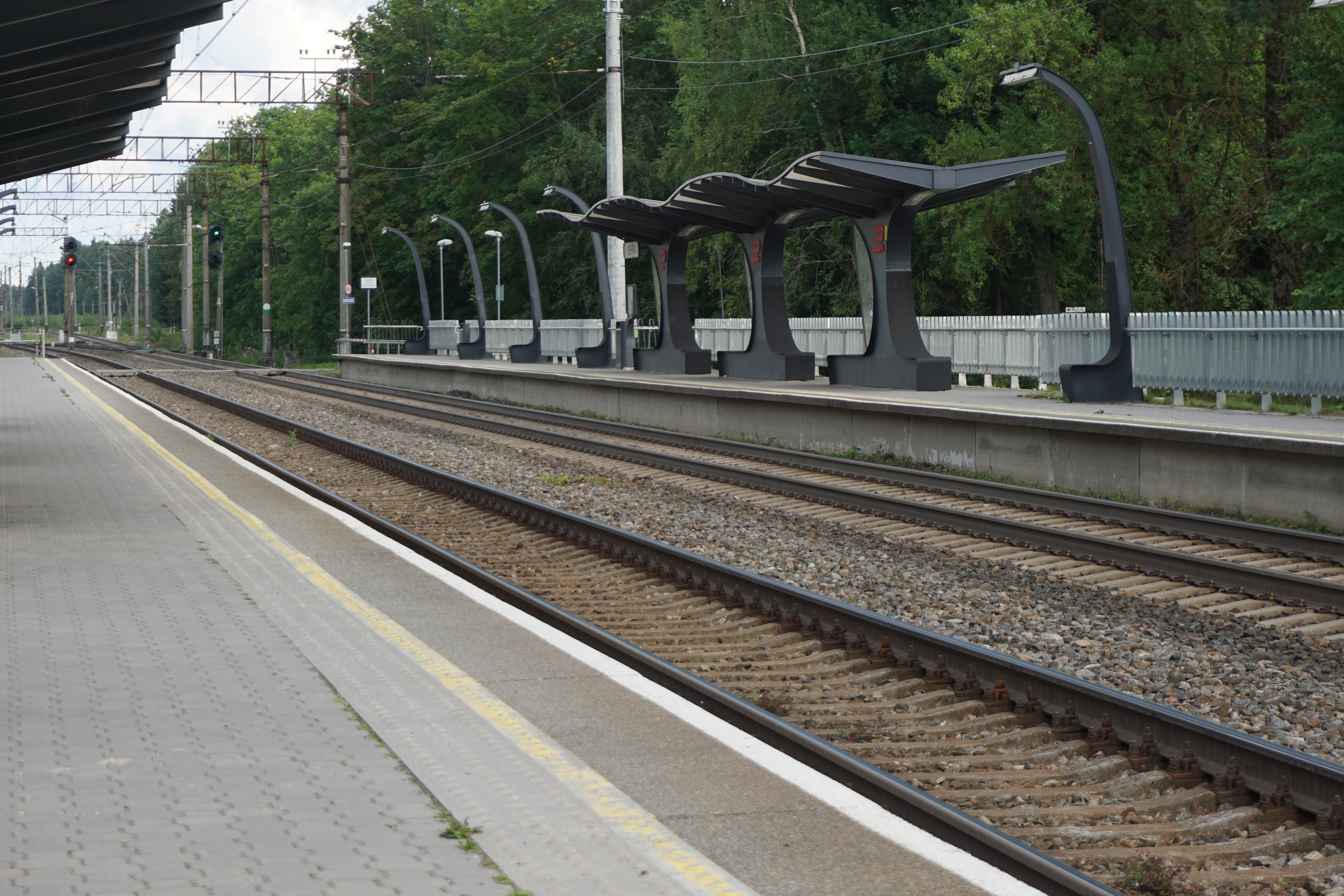
En 2019.
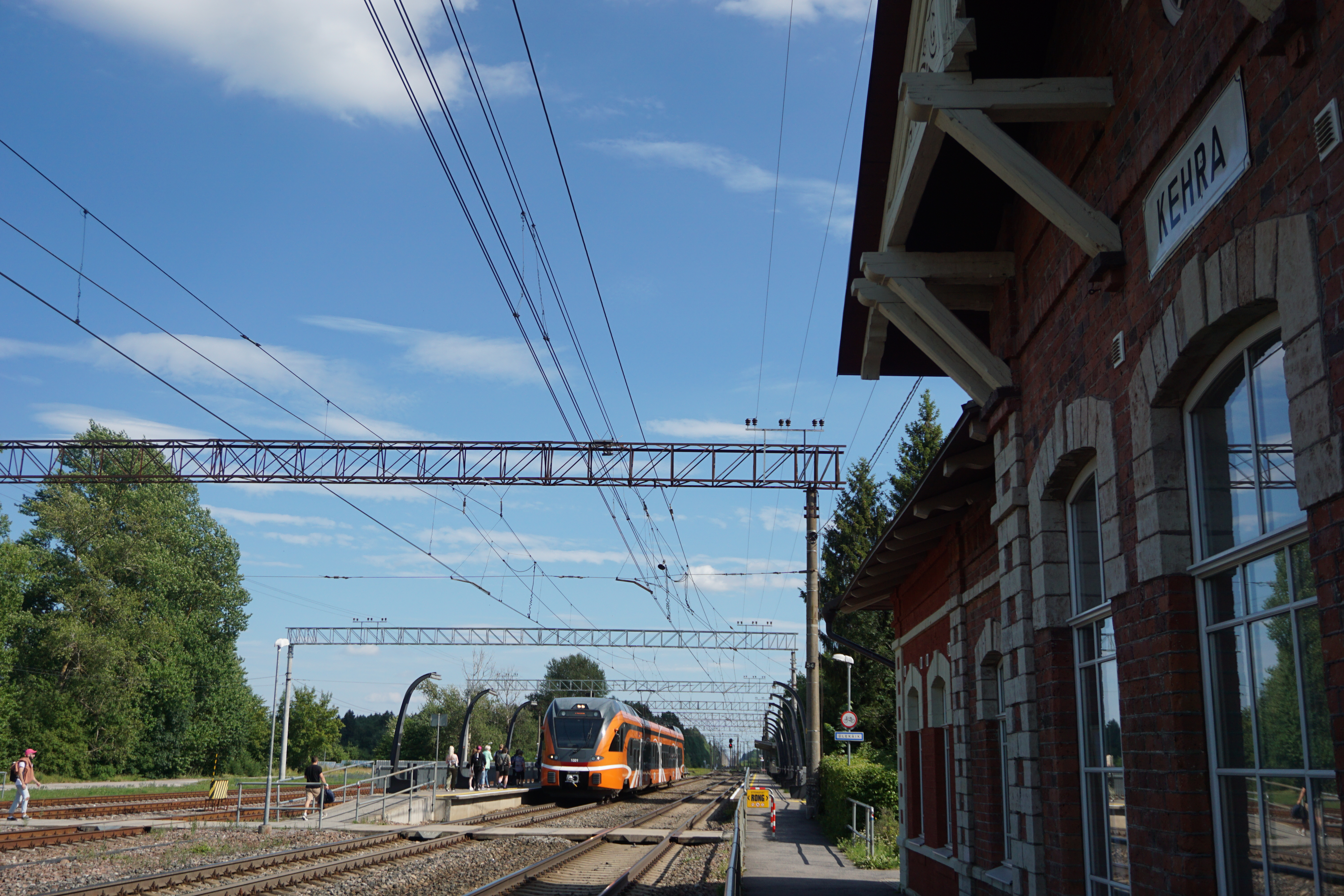
En 2022.
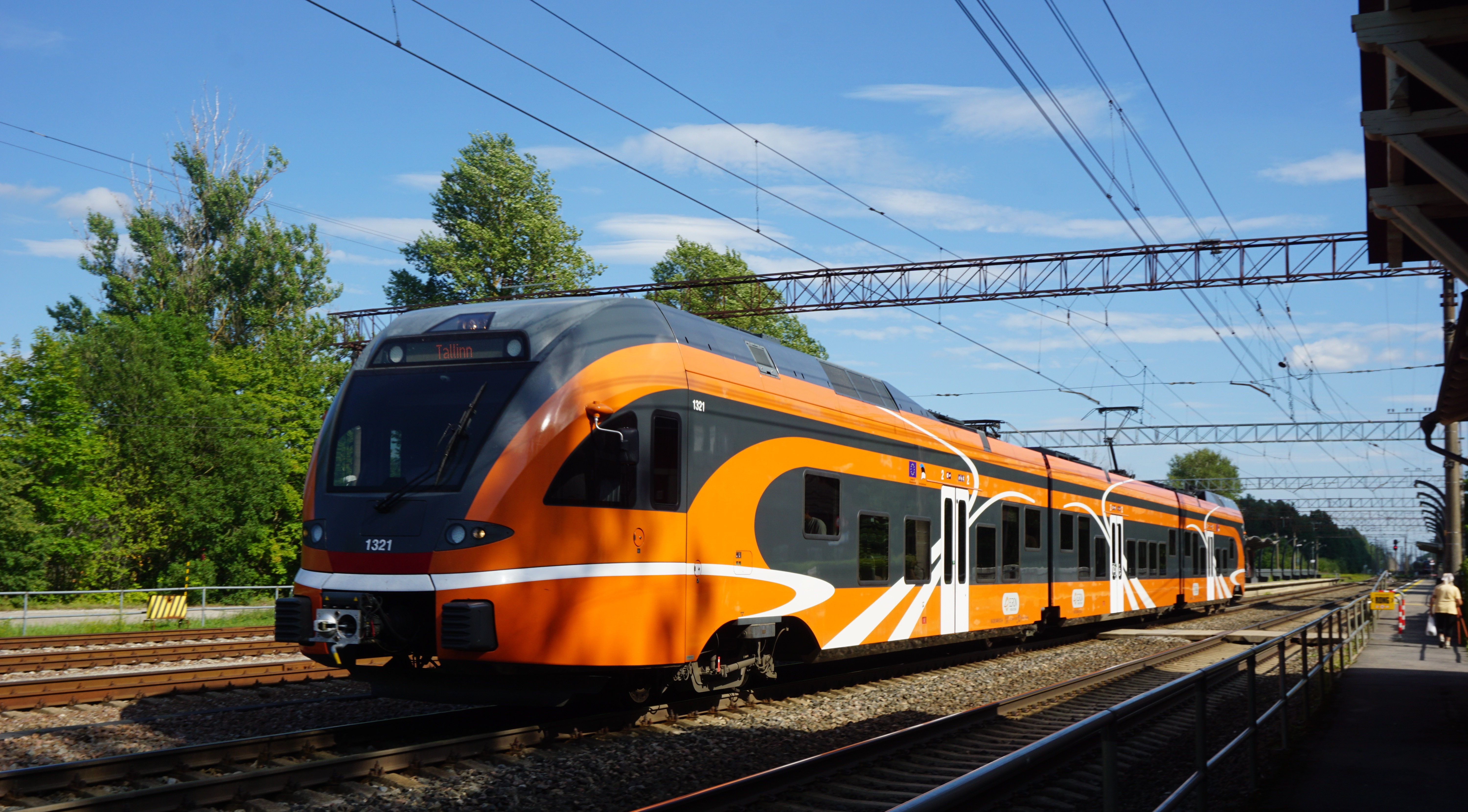

En 2022.